# Richard Sheldon
Richard "Dick" Sheldon (Rutland, Vermont, 9 de julio de 1878 - Nueva York, 23 de enero de 1935) fue un atleta estadounidense que tomó parte en los Juegos Olímpicos de París de 1900.
En estos Juegos ganó la medalla de oro en la prueba del lanzamiento de peso, con un lanzamiento de 14,10 metros. En la prueba del lanzamiento de disco ganó la medalla de bronce.
Era hermano de Lewis Sheldon, también medallista olímpico en París.